# لیندا چیسهولم
لیندا چیسهولم (انگلیسی: Linda Chisholm؛ زادهٔ december ۲۱, ۱۹۵۷ (۶۷ سال)) بازیکن والیبال، و بازیکن والیبال ساحلی اهل ایالات متحده آمریکا است.